# Fred Howe
Pour les articles homonymes, voir Howe.
Fred Howe, né le 24 septembre 1912 à Bredbury (Angleterre), mort en 1984, est un footballeur anglais, qui évolue au poste d'attaquant à Liverpool dans les années 1930.

## Carrière
- 1931-1933 : Stockport County
- 1933-1935 : Hyde United
- 1935-1938 : Liverpool
- 1938 : Manchester City
- 1938-1939 : Grimsby Town
- 1946-1947 : Oldham Athletic